# Schenkelia
Genre
Schenkelia est un genre d'araignées aranéomorphes de la famille des Salticidae.

## Distribution
Les espèces de ce genre se rencontrent en Afrique.

## Liste des espèces
Selon World Spider Catalog (version 25.5, 16/09/2024) :
- Schenkelia benoiti Wanless & Clark, 1975
- Schenkelia ibadanensis Wesolowska & Russell-Smith, 2011
- Schenkelia lesserti Berland & Millot, 1941
- Schenkelia modesta Lessert, 1927

## Systématique et taxinomie
Ce genre a été décrit par Lessert en 1927 dans les Salticidae

## Étymologie
Ce genre est nommé en l'honneur d'Ehrenfried Schenkel.

## Publication originale
- Lessert, 1927 : « Araignées du Congo (Première partie). » Revue Suisse de Zoologie, vol. 34, p. 405-475 (texte intégral).